# Jefferson Carús Guedes
Jefferson Carús Guedes, é um jurista brasileiro que é advogado da União e exerceu o cargo de procurador-geral da União entre os meses de fevereiro e novembro de 2008.
Bacharelou-se em direito no ano de 1993 pela Universidade da Região da Campanha. Pós-graduado em direito pela Pontifícia Universidade Católica do Rio Grande do Sul. Fez o mestrado e o doutorado na Pontifícia Universidade Católica de São Paulo, sob a orientação do Professor José Manoel Arruda Alvim, e pós-doutorado em Teoria Literária pela Universidade de Brasília. Foi professor visitante na Universidade de Milão entre dezembro de 2024 e fevereiro de 2025.
Trabalhou como professor assistente (1996) na Universidade da Região da Campanha e professor, de fato, na UNIPAR (1997-99), advogado na Arruda Alvim & Thereza Alvim Advocacia e Consultoria Jurídica de 1999 a 2000, e advogado na Carús Guedes Advogados Associados (2018-2025). Ele foi nomeado em 2011 para o cargo de vice-presidente Jurídico da Empresa Brasileira de Correios e Telégrafos.
Foi vencedor do Prêmio Jabuti, na categoria "Direito", em 2017, na 59° edição, sendo participante da coleção "Comentários ao Código de Processo Civil", dirigida pelo Professor Luiz Guilherme Marinoni. Também é autor de 4 livros individuais e 4 livros em coautoria; coordenador/organizador de 8 livros coletivos. Atualizou em coautoria 4 Tomos do Tratado de Direito Privado,  - Tomos VI, XII, XIV e XV, de Pontes de Miranda (RT-2012); autor de 70 artigos sendo 25 individuais e 45 em coautoria, mais de 40 capítulos de livros. Publicou ainda pela Editora Revista dos Tribunais os livros: O princípio da oralidade: procedimento por audiências no Direito Processual Civil brasileiro e Igualdade e Desigualdade: introdução conceitual, normativa e histórica dos princípios. Dentre os artigos publicou temas diversos como Processo Civil e Teoria dos Procedimentos, Políticas Públicas, Direitos Sociais, Processo Coletivo e Estrutural, Ideologia, Pensamento Político, Democracia, Desigualdade e Igualdade, História do Direito e do Processo, Direito Penal e Processual Penal. 
Exerce o cargo de advogado da União desde abril de 2025, tendo antes exercido o mesmo de 2000 a 2018, e de professor no Centro Universitário de Brasília, este desde o ano de 2011.